# 格雷西特冰川

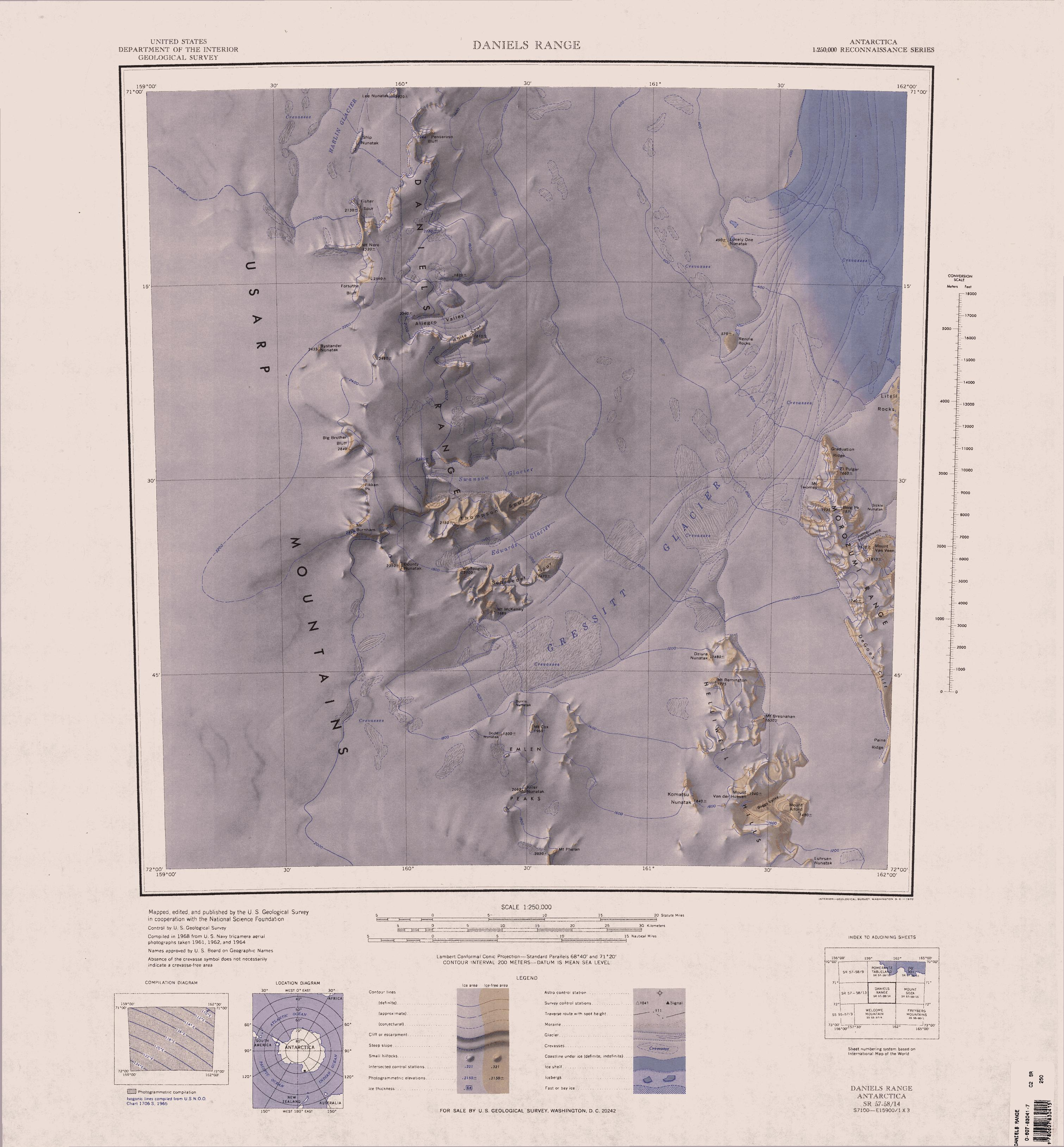

71°30′S 161°15′E / 71.500°S 161.250°E
格雷西特冰川（英語：Gressitt Glacier）是南極洲的冰川，位於維多利亞地，全長約80公里，流經烏薩爾普山脈，該冰川根據美國地質調查局的測量和美國海軍的空中照片被繪入地圖。